# Spoorlijn Matadi-Kinshasa
De spoorweg Matadi-Kinshasa werd gebouwd tussen 1890 en 1898 en verbindt de haven van Matadi, in Neder-Congo, met Kinshasa, het voormalige Leopoldstad aan de Stanley Pool. De spoorlijn heeft een lengte van 366 kilometer en wordt vandaag de dag uitgebaat door het Société Commerciale des Transports et des Ports (SCTP). Ze is gelegen in de hedendaagse Democratische Republiek Congo en werd reeds aangelegd tussen 1890 en 1898, ten tijde van de Onafhankelijke Congostaat.

## Aanleg van de spoorweg (1890-1898)

### Plannen
Sinds de jaren 1880 gebeurde de ontdekking en later de exploitatie van de Onafhankelijke Congostaat per schip vanop de Congostroom. Tussen Matadi en Leopoldstad (het huidige Kinshasa) bleek deze rivier evenwel onbevaarbaar vanwege de vele stroomversnellingen, zoals onder andere de Livingstonewatervallen en de watervallen van Inga. Voor de aanleg van de spoorlijn gebeurde het transport door dit gebied daarom aan de hand van dragers. Hiertoe werd een weg aangelegd, onder andere door Charles Lemaire. De dragers waren verplicht tewerkgestelde inlanders. Dit weinig efficiënt systeem was bovendien zeer dodelijk voor de dragers. Reeds in 1879 pleitte Henry Morton Stanley voor de aanleg van een spoorweg, tijdens een audiëntie bij de Belgische koning Leopold II op het Koninklijk Paleis van Brussel. Ook in de praktijk zou de aanleg van een spoorweg zich de komende jaren meer en meer opdringen.

### Bouw van de spoorlijn
Met het oog op de bouw van de spoorlijn tussen Matadi en Leopoldstad werd op 27 december 1886 de Compagnie du Congo pour le Commerce et l'Industrie (CCCI) opgericht voor de Brusselse notarissen Van Halteren en Van Bevere. De eerste raad van bestuur vond plaats in de beurs van Brussel. Twee jaar later, op 31 juli 1889, werd de Compagnie du Chemin de Fer du Congo (CCFC) opgericht. De werken stonden onder leiding van Albert Thys. Naar hem zou een stad worden genoemd op het tracé van de spoorlijn, met name Thysstad, het huidige Mbanza-Ngungu. Deze aanleg zou aan 1.932 mensen het leven kosten, waarvan 1.800 Congolezen en 132 blanken. De grootste moeilijkheden bij de aanleg ondervond men bij kloven, de canyon van de rivier de M’pozo en de passage door het Kristalgebergte.
De levensomstandigheden bij de aanleg van deze spoorweg waren ronduit erbarmelijk.  De sanitaire en medische voorzieningen waren benedenmaats.  In 1892
werkten er ongeveer tweeduizend mensen aan de spoorweg, waarvan er gemiddeld honderdvijftig arbeiders per maand het leven lieten ten gevolge van pokken, dysenterie, beriberi en uitputting.
Eind 1892 waren er reeds 7000 arbeiders aangeworven, waarvan er 3500 gestorven of gevlucht waren (bijvoorbeeld richting naburige bossen). Door deze omstandigheden werd het moeilijker om arbeidskrachten aan te werven. Thys trok daarom respectievelijk in september en november 1892 mensen uit Barbados en China aan. De Barbadianen weigerden de boten in de haven van Matadi te verlaten tot ze door middel van vuurwapens gedwongen werden. Bij deze actie lieten zeven mensen het leven.
De werkzaamheden begonnen in 1890 en zouden duren tot 1898. Niettegenstaande de vele moeilijkheden bij de aanleg werd de spoorlijn al snel rendabel, voornamelijk vanwege het vervoer van rubber en ivoor.
Joseph Conrad was een getuige van dit hard labeur toen hij werkzaam was in de Onafhankelijke Congostaat. Hij zou erover schrijven in zijn roman Heart of Darkness.
In 1948 vierde men in Belgisch-Congo de vijftigste verjaardag van de spoorlijn door de uitgifte van een postzegel.

Spoorlijn Matadi-Leopoldstad
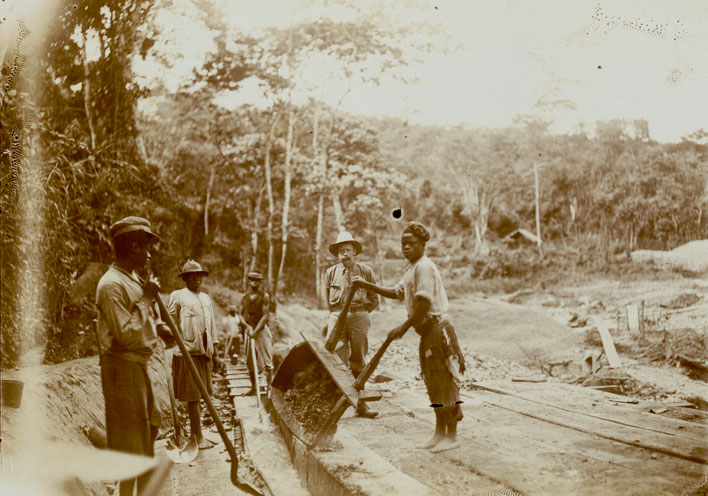
Foto van spoorwegarbeiders die de spoorlijn Matadi-Leopoldville bouwen.
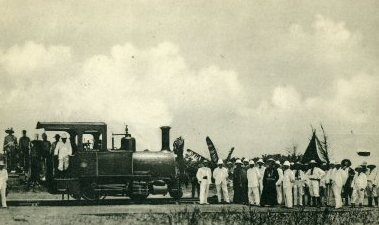
Aankomst van de eerste locomotief in Leopoldstad in 1898.
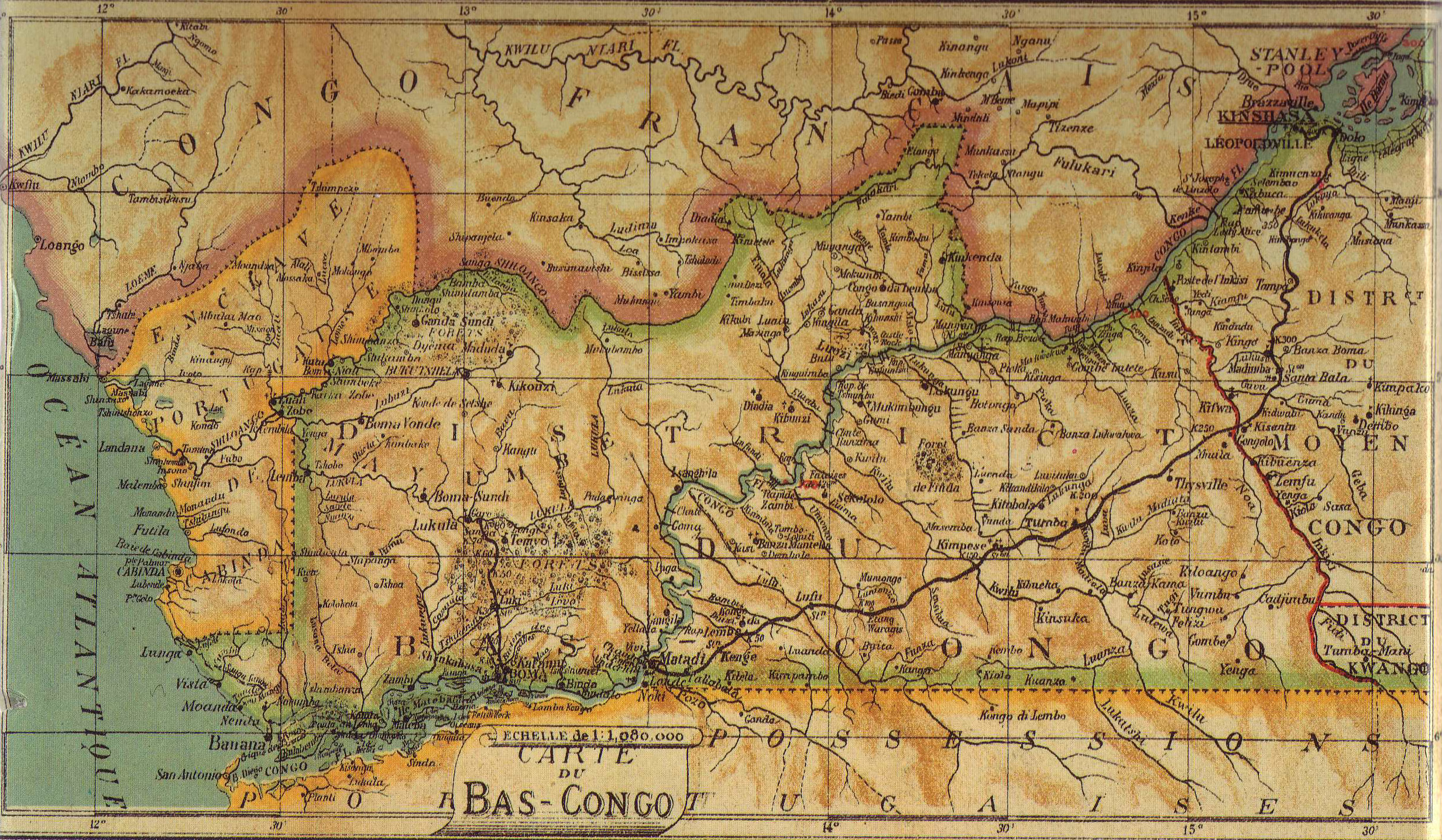
De spoorlijn in 1913.
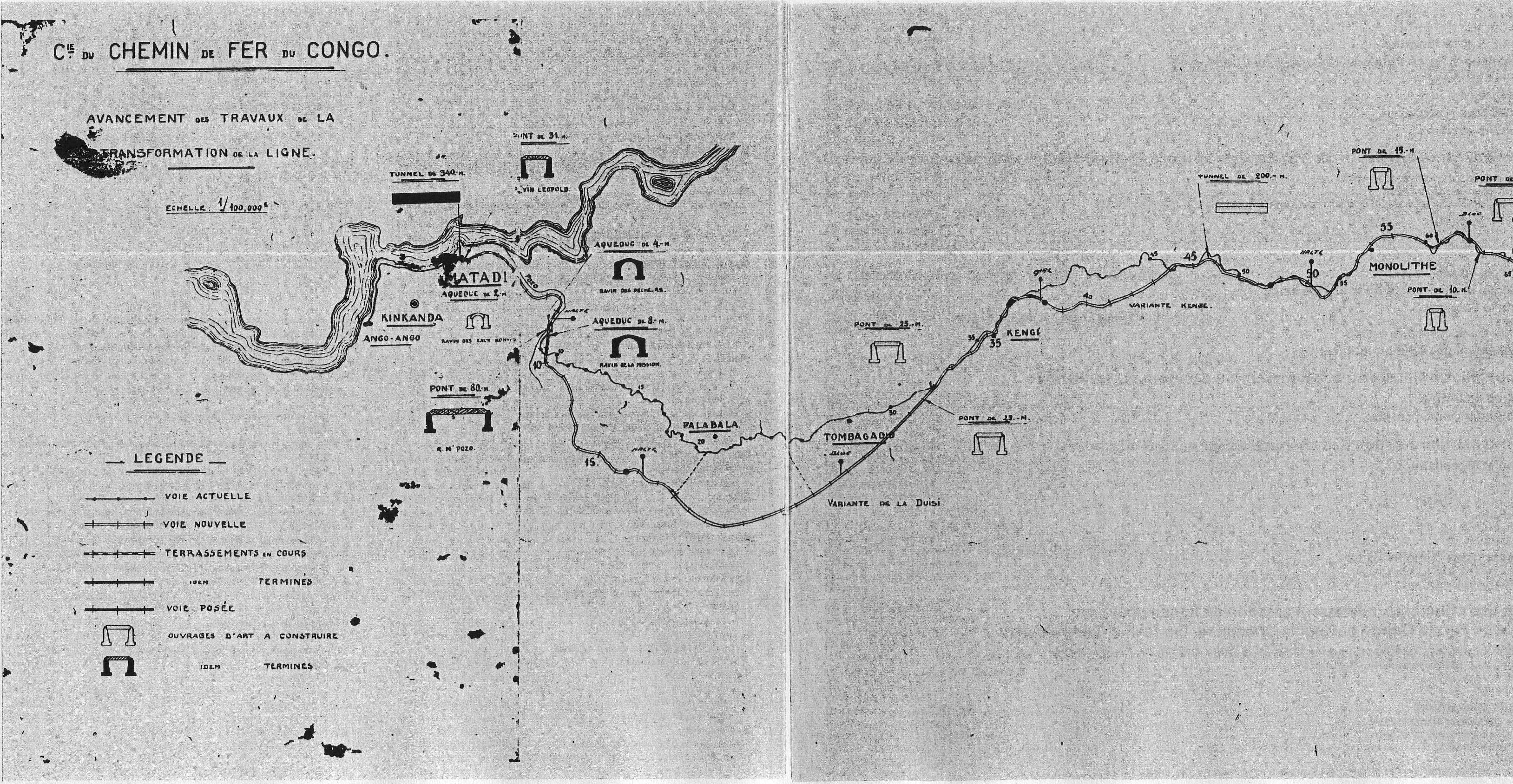
Kaart van de spoorlijn uit 1927.
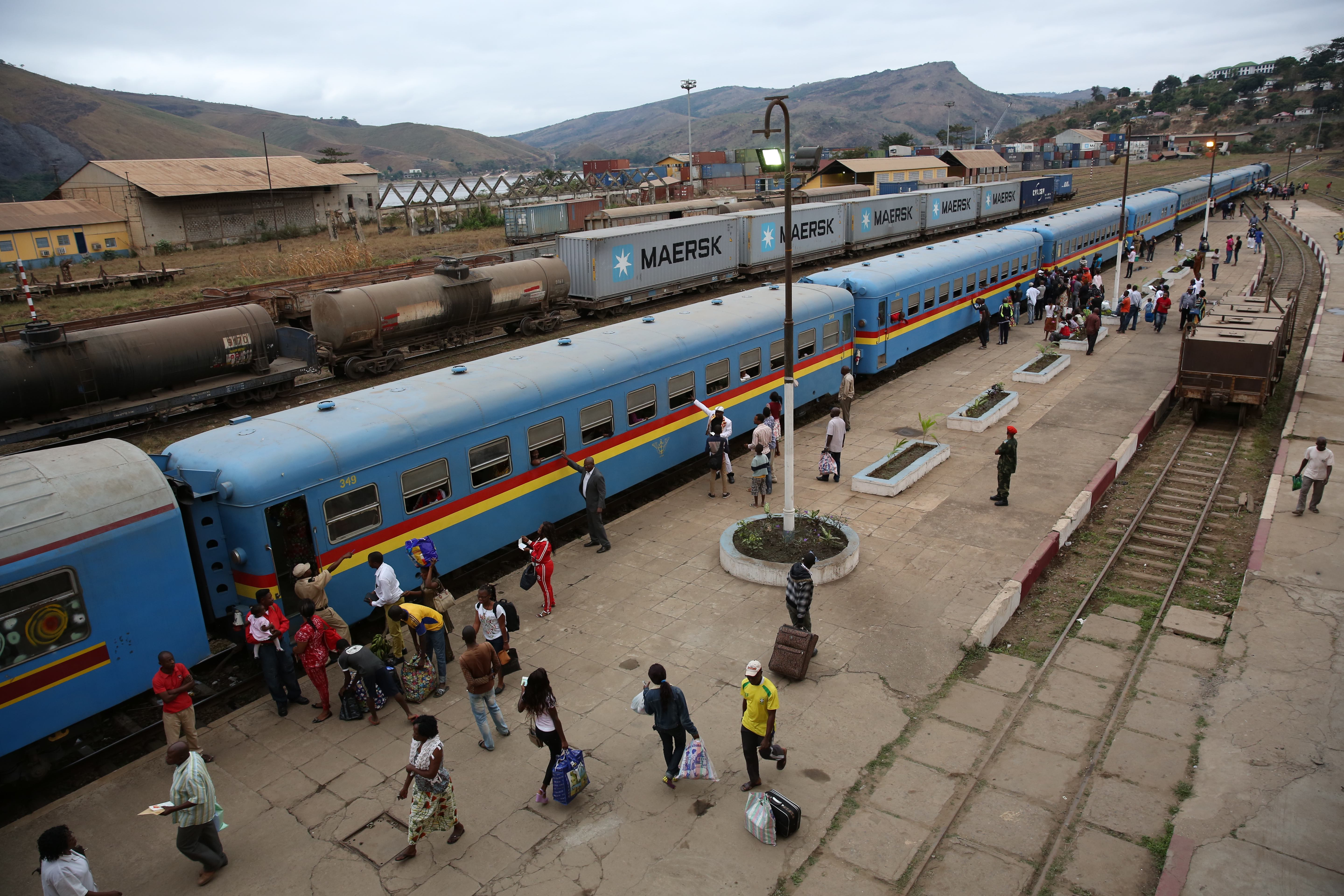
Een trein in het station van Matadi in 2015.
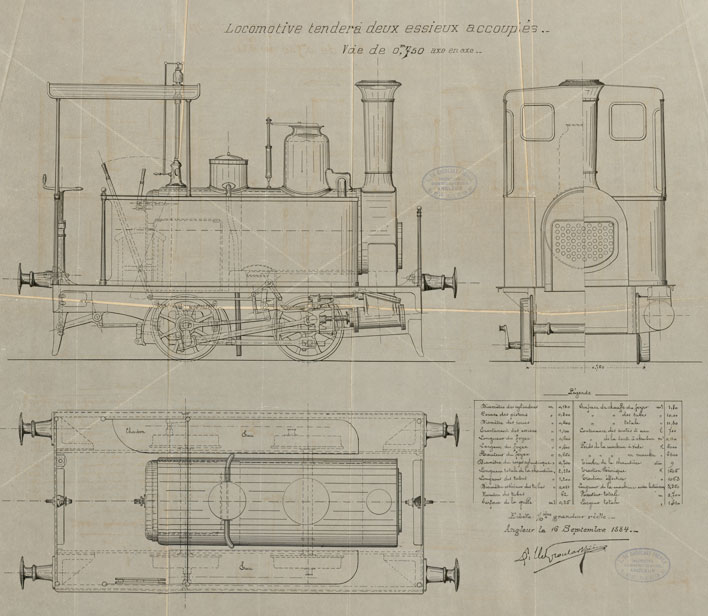
blauwdruk van de locomotief die voor het eerst werd gebruikt op de lijn Matadi - Leopoldstad in 1898.